# Iránytű
Iránytű è il quarto album (terzo di studio) della cantante pop-rock ungherese Magdolna Rúzsa. Il CD ha venduto più di 7 500 copie in Ungheria ed è stato certificato disco d'oro. Da esso è stata estratta come singolo la canzone "Rövid utazás".

## Tracce
1. Cadillac
2. Bűnbe estem
3. Disco
4. Szeszély
5. Nem maradunk
6. Két perc
7. Két perc
8. Éhes szerető
9. Nem vagy egy szent
10. Börtön dal
11. Hinta
12. Rövid utazás
13. Hallgató

## Classifiche
| Classifica (2008) | Posizione massima |
| ----------------- | ----------------- |
| Ungheria          | 2                 |